# 630er
Portal Geschichte | Portal Biografien | Aktuelle Ereignisse | Jahreskalender | Tagesartikel

◄ |
6. Jh. |
7. Jahrhundert
| 8. Jh. | ►

◄ |
600er |
610er |
620er |
630er
| 640er | 650er | 660er | ►

630 |
631 |
632 |
633 |
634 |
635 |
636 |
637 |
638 |
639

## Ereignisse

Die islamische Expansion:
Ausbreitung unter dem Propheten Mohammed, 622–632
Ausbreitung unter den vier „rechtgeleiteten Kalifen“, 632–661
Ausbreitung unter den Umayyaden, 661–750

- Im Januar 630 unterwirft sich Mekka kampflos den rund 10.000 Kriegern Mohammeds, der eine allgemeine Amnestie verkündet und die „Götzendiener“ aus der Stadt vertreibt. In der Folge schließen sich ihm die meisten arabischen Stämme an.
- 631: Die Fredegar-Chronik erwähnt die Schlacht um Wogastisburg. Frankenkönig Dagobert I. unterliegt gegen den Slawenherrscher Samo.
- 8. Juni 632: Mohammed, Gründer des Islam, stirbt, sein Schwiegervater Abū Bakr, wird erster Kalif der Muslime.
- 634: ʿUmar ibn al-Chattāb wird zum zweiten Kalifen der Muslime gewählt.
- 634: Der „Dīwān“, die Stammrolle der muslimisch-arabischen Armee, wird verfasst. Später wird er zum Inbegriff des gesamten arabischen Finanzwesens.
- 636: Den Arabern gelingt in der Schlacht am Jarmuk der entscheidende Sieg über die byzantinischen Truppen. Im Zuge der Islamischen Expansion erobern sie Syrien, Palästina und Jerusalem sowie das sassanidische Mesopotamien.
- 638: Einführung der Islamischen Zeitrechnung; der Beginn der Zeitrechnung wird auf die Hidschra des Propheten Mohammed 622 gelegt.